# روبرت حنا هاموند
روبرت حنا هاموند هو سياسي أمريكي، ولد في 28 أبريل 1791 في ميلتون في الولايات المتحدة، وتوفي في 2 يونيو 1847 في بحر. نشط حزبياً في الحزب الديمقراطي. وقد انتخب عضو مجلس النواب الأمريكي ‏.